# Amagiri (destroyer, 1930)
Pour les articles homonymes, voir Amagiri (destroyer).
L'Amagiri (天霧) est un destroyer de la classe Fubuki en service dans la marine impériale japonaise pendant la Seconde Guerre mondiale.
Il est surtout connu pour avoir éperonné le PT-109 commandé par le lieutenant John F. Kennedy, qui deviendra plus tard le 35e président des États-Unis.

## Historique
En 1935, après l'incident de la 4e flotte, où un grand nombre de navires ont été endommagés par un typhon, le destroyer bénéficia d'une coque plus solide. À partir de 1937, il couvre les débarquements des forces japonaises à Shanghai et à Hangzhou pendant la deuxième guerre sino-japonaise. À partir de 1940, il patrouille et couvre les débarquements des forces japonaises dans le sud de la Chine tout en participant à l'invasion de l'Indochine française.

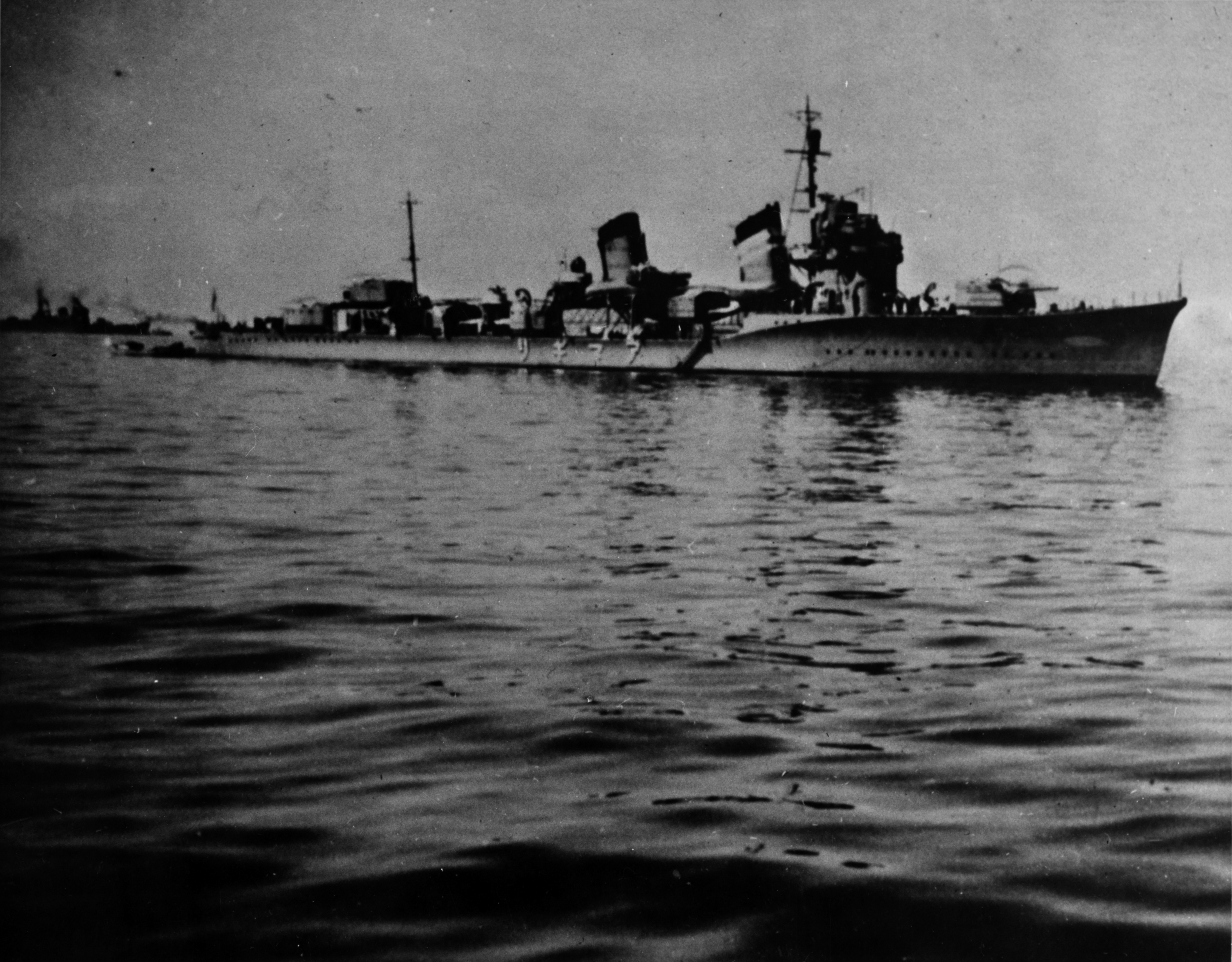
LAmagiri durant l'entre-deux-guerres.

Au moment de l'attaque de Pearl Harbor, l'Amagiri est affecté à la 20e division (3e escadron de destroyers) de la 1re flotte, où il est déployé depuis le district naval de Kure, escortant les troupes japonaises pour des opérations de débarquements pendant la bataille de Malaisie à la fin de 1941. Il fait ensuite partie de l'escorte des croiseurs lourds Suzuya, Kumano, Mogami et Mikuma déployés pour l'opération L. En mars, le destroyer prend part à l'opération T et à l'opération D, et couvre des opérations de dragage de mines autour de Singapour et de Johor. Il coule en compagnie des Mogami et Mikuma le paquebot britannique Dardanus, le navire à vapeur Gandara et le navire marchand Indora. Les 13 et 22 avril, le destroyer accoste à Singapour et à la baie de Cam Ranh avant de rejoindre la base de Kure pour un entretien.

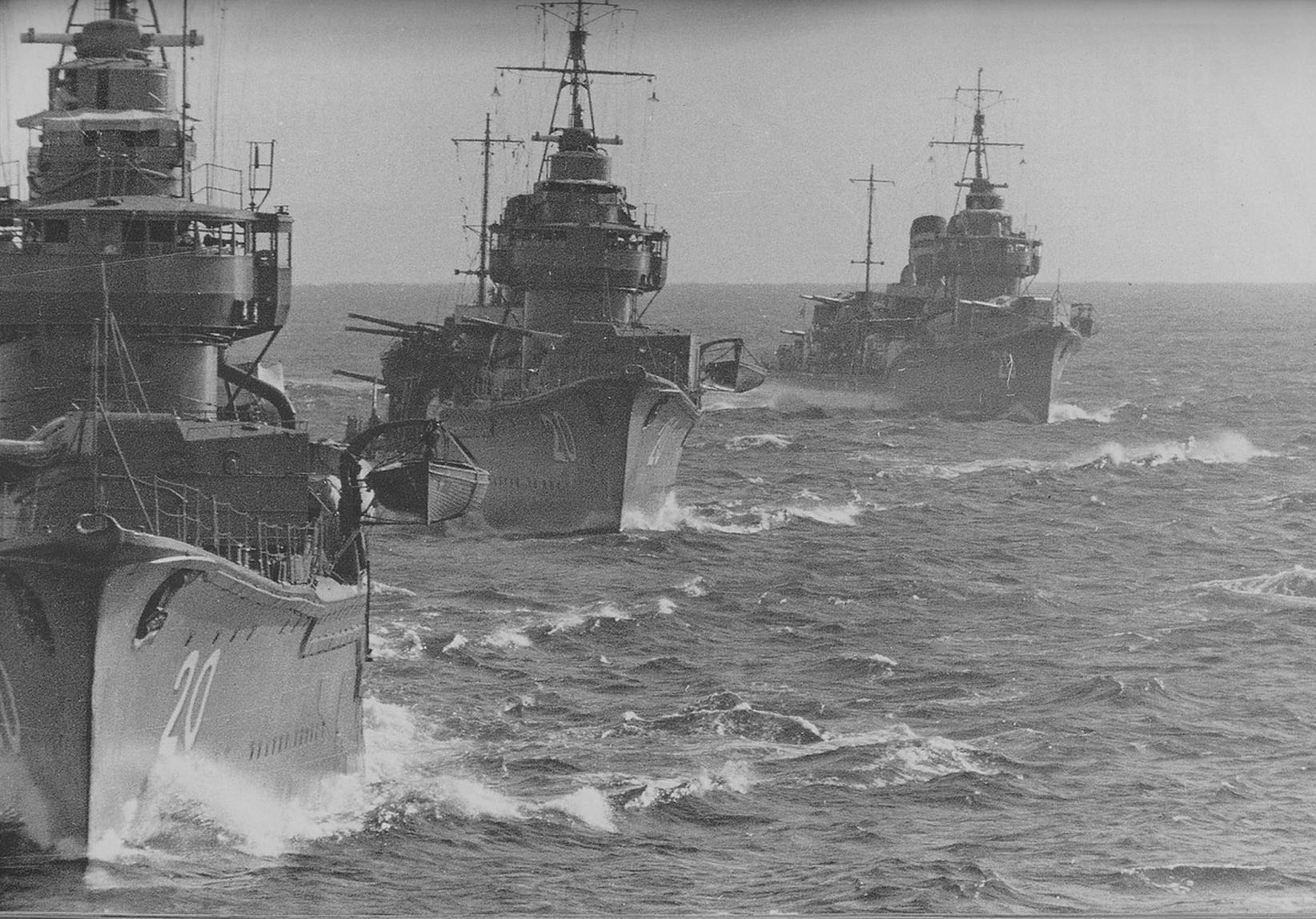
La 20e division en formation le 16 octobre 1941: dans l'ordre le Sagiri, lAmagiri et l'Asagiri.

Les 4 et 5 juin, il participe à la bataille de Midway au sein de la flotte principale de l'amiral Isoroku Yamamoto avant de patrouiller dans les eaux du sud jusqu'à la mi-juillet. En juillet 1942, l'Amagiri quitte Amami Ō-shima pour Mako, Singapour, Sabang et Mergui pour un deuxième raid prévu dans l'océan Indien. L'opération est annulée en raison de la campagne de Guadalcanal, le destroyer est donc envoyé à Truk qu'il atteint fin août.
Après la bataille des Salomon orientales le 24 août, l'Amagiri escorte des transports de troupes vers Guadalcanal. Au cours de cette opération, il attaqué par des bombardiers en piqué Douglas SBD Dauntless de l'US Marine Corps, basé à Henderson Field. L'attaque coule l'Asagiri et endommage gravement le Shirakumo. Après avoir secouru les survivants de l'Asagiri, il remorque le Shirakumo aux Shortland. En septembre, l'Amagiri prend part à de nombreuses missions de transport « Tokyo Express » dans les îles Salomon.
Bien qu'affecté à la huitième flotte en octobre, l'Amagiri continue ses missions « Tokyo Express » jusqu'à la fin de l'année. Après la bataille navale de Guadalcanal du 13 au 15 novembre, il assiste le Mochizuki dans le sauvetage de 1 500 survivants des navires marchands Canberra Maru et Nagara Maru, tout en escortant le Sado Maru endommagé vers les Shortland. Il revient à l'arsenal de Kure pour des réparations à la mi-janvier 1943.
L'Amagiri retourna à Rabaul en mars 1943, reprenant ses missions de transport. Le 7 avril, il est mitraillé par un bombardier B-17 de l'USAAF tuant 10 membres d'équipage. Les 5 et 6 juillet, lors de la bataille du golfe de Kula, le destroyer est engagé par des destroyers et des croiseurs américains alors qu'il tentait une mission de transport de troupes à Kolombangara. Il est touché par cinq obus et perd dix membres d'équipage. Après la bataille, il tenta de sauver les survivants du destroyer Niizuki, mais fut repoussé par les destroyers américains USS Nicholas et Radford, retournant à Rabaul pour des réparations.
Le 2 août 1943 à deux heures du matin, alors qu'il revenait d'une autre mission de transport rapide de nuit à Vila, l'Amagiri percute et coule par surprise la vedette lance-torpilles PT-109 au large des îles Salomon. Le commandant, le lieutenant John Fitzgerald Kennedy est projeté sur le pont et se blesse au dos. Malgré les dégâts catastrophiques, l'explosion d'un réservoir et le carburant en feu, JFK réussit à regrouper les survivants. Après avoir dérivé sur un morceau du bateau, ils réussirent à nager jusqu'à une île proche (baptisée depuis Kennedy Island) pour se mettre en sécurité. Après avoir atteint une île en plein territoire japonais, Kennedy donna ses coordonnées aux natifs locaux en leur demandant de l'aide. Une semaine plus tard, un bateau américain récupéra les survivants. Ce fait d'arme lui valut la Navy and Marine Corps Medal.
Il continua ses missions « Tokyo Express » jusqu'à la fin de 1943. Il engagea des destroyers américains durant la bataille du cap Saint-George fin novembre 1943 et échappa aux destroyers dirigés par le capitaine Arleigh Burke. Le 7 décembre, il entra en collision avec l'Akikaze près de Kavieng. Ayant la proue endommagée, il est renvoyé à l'arsenal naval de Kure en janvier 1944, avant d'être réaffecté dans la flotte de la zone Sud-Ouest en mars, étant basé à Singapour pour escorter des transports dans l'ouest des Indes néerlandaises. Le 23 avril, après avoir quitté Singapour pour Davao avec le croiseur lourd japonais Aoba et le croiseur léger Ōi, l'Amagiri heurte une mine navale dans le détroit de Makassar, à 55 milles (102 km) au sud de Balikpapan, à la position 2° 10′ S, 116° 45′ E. Le navire coula deux heures après, ne faisant que peu de victimes.
Le destroyer est rayé des listes de la marine le 10 juillet 1944.